# Quartz (Framework)
Quartz ist ein quelloffenes Framework für die Steuerung von Jobs in Java. Quartz wird verwendet, um einfache, aber auch komplexe Zeitpläne für die Ausführung von beliebig vielen Jobs in Java zu erstellen und diese dann auszuführen.
Die Version 1.0 kam am 13. September 2002 heraus. Ursprünglich von OpenSymphony entwickelt, wird Quartz seit 2009 unter der Leitung der Terracotta Inc. weiterentwickelt, die eine Tochter der Software AG ist.

## Eigenschaften
Zur Verwendung von Quartz werden drei Komponenten eingesetzt: der Scheduler, die Trigger und Jobs. Der Scheduler ist die Basis für die Verwendung, wird er gestartet können Trigger und Jobs angelegt, ausgeführt und gelöscht werden. Die Trigger beschreiben bestimmte Intervalle, in denen Jobs ausgeführt werden können. Für diese gibt es mehrere Art und Weisen diese zu initiieren. Die in den Triggern angelegten Jobs werden dann zu den bestimmten Intervallzeiten gestartet und ausgeführt, können aber auch unabhängig von den Intervallen händisch kontrolliert werden.
Die mit Quartz definierten Zeitpläne können mittels CronTrigger auf Kalendereinträgen beruhen (zum Beispiel 0 0 12 ? * WED bedeutet „jeden Mittwoch um 12:00“). Alternativ können Zeitpläne mittels SimpleTrigger erstellt werde. Diese beruhen auf Startzeitpunkten - durch Date definiert  -  und Wiederholungsintervallen, die mit Millisekundenabständen und Wiederholungsanzahlen definiert werden. Ein Beispiel für einen solchen SimpleTrigger ist der Startzeitpunkt 12:00 nächsten Mittwoch mit 5 Wiederholungen im Abstand von 10 Sekunden.
Mittels Calender können für die Zeitpläne Ausnahmen definiert werden (zum Beispiel „nicht an Wochenenden und Feiertagen“).
Die durch Zeitpläne gesteuerten Jobs können in einer Jakarta-EE-Umgebung als verteilte XA-Transaktionen laufen. Somit kann sichergestellt werden, dass Jobs entweder korrekt durchgelaufen sind oder gar nicht.
Jobs können beliebige Java-Klassen sein, sie müssen lediglich das Job-Interface implementieren. Eventuelle JobListeners, TriggerListeners und SchedulerListeners werden von der Ausführung (und anderen Ereignissen) von des gesamten Schedulers, inklusive Triggern und Jobs benachrichtigt.
Jobs und ihre Trigger können persistiert werden – d. h. auch wenn die Quartz ausführende Applikation gestoppt wird oder die Hardware ausfällt, werden Jobs nach neuerlichem Anlaufen von Quartz bei Bedarf wieder gestartet oder so überarbeitet, dass Trigger dennoch fehlerfrei weiter laufen können.

## Verwendung
Laut eigener Homepage wird Quartz von vielen tausenden Institutionen (unter anderem von Vodafone und dem Verteidigungsministerium der Vereinigten Staaten) und Softwareprodukten (unter anderem von Produkten innerhalb des Jakarta-Projektes, von Jira und Confluence, Spring, Liferay Portal und JBoss) eingesetzt. Quartz 1.6.0 wurde direkt von der Quartz-Homepage mehr als 100.000 Mal heruntergeladen.

## Vergleich mit anderen Frameworks
- Javas eigene Klassen Timer und TimerTask: Bieten grundlegende Scheduling-Funktionen, aber zum Beispiel keine Persistenz, unflexibles Scheduling (nur Startzeit und Intervall), kein Threadpooling (d. h. Ressourcenproblematik) etc.
- cron (und Java cron Frameworks): Bieten einen der ebenfalls in Quartz verwendeten Scheduling-Mechanismen, nicht aber weiterführende Funktionalität wie Job-Persistenz, Transaktionen oder Job-Listeners und -Plug-Ins
- Flux: Kommerzielle Software, bietet eine Reihe von weiterführenden Funktionalitäten wie E-Mail-Benachrichtigungen, Dateitransfer und einen grafischen Workflow-Designer.[3]